# 條紋唇銀漢魚
條紋唇銀漢魚，為輻鰭魚綱銀漢魚目虹銀漢魚科的其中一種，分布於新幾內亞淡水流域，體長可達11公分，為熱帶魚類，棲息在海拔400-500公尺的山區溪流，生活習性不明。

## 擴展閱讀
維基物種上的相關：條紋唇銀漢魚